# Eleição municipal de Campos dos Goytacazes em 1988
A eleição municipal de Campos dos Goytacazes em 1988 ocorreu em 15 de novembro de 1988. O então prefeito era José Carlos Barbosa (PMDB). Anthony Garotinho (PDT) foi eleito prefeito em turno único.

## Resultado da eleição para prefeito

### Primeiro turno
| Candidatos a prefeito           | Candidatos a vice-prefeito       | Número | Votação | Percentual |
| ------------------------------- | -------------------------------- | ------ | ------- | ---------- |
| Anthony Garotinho PDT           | Adilson Sarmet PDT               | 12     | 62.953  | 36,22%     |
| Rockfeller de Lima PFL          | Danilo Assad Kanifs PFL          | 25     | 51.408  | 29,57%     |
| Jorge Renato Pereira Pinto PMDB | Sadi Bogado PMDB                 | 15     | 22.008  | 12,66%     |
| Amaro Pessanha Gimenes PL       | Vanildo da Silva Costa PL        | 22     | 18.105  | 10,42%     |
| José Antonio Barbosa Lemos PTB  | Paulo de Souza Albernaz PTB      | 14     | 16.311  | 9,38%      |
| Luiz Antonio PT                 | Wadick Morais PT                 | 13     | 1.214   | 0,70%      |
| Ionildo Manoel de Marins PSC    | Geovane Viana Cordeiro PSC       | 20     | 998     | 0,57%      |
| Carlos Alberto Redondo PASART   | Alfredo Bernardo da Silva PASART | 30     | 829     | 0,48%      |